# Усть-Катав (посёлок)
У́сть-Ката́в — посёлок железнодорожной станции в Усть-Катавском городском округе Челябинской области России.

## География
Расположен на берегу реки Юрюзани, на окраине города Усть-Катава. В посёлке находится остановочный пункт 1799 км Южно-Уральской железной дороги.

## Население
| 2002 | 2010 |
| ---- | ---- |
| 109  | ↘48  |

По данным Всероссийской переписи, в 2010 году численность населения посёлка составляла 48 человек (23 мужчины и 25 женщин).

## Улицы
В настоящее время в посёлке отсутствуют улицы.